# Serhij Kaczynski
Serhij Kaczynski, ukr. Сергій Качинський, ps. Ostap (ur. około 1912, zm. 11 marca 1943 w Orzewie) – ukraiński wojskowy, organizator pierwszej sotni UPA.

## Życiorys
Był synem prawosławnego księdza na Polesiu. Oficer przedwojennego Wojska Polskiego. W OUN od 1931, wojskowy referent OUN-B okręgu Riwne na Wołyniu w latach 1941–1943.
Zorganizował w październiku 1942 pierwszą sotnię UPA. Według ukraińskich nacjonalistycznych źródeł zginął 11 marca 1943 podczas ataku na fabrykę dykty w Orzewie. Jego sotnia w czasie ataku rzekomo zniszczyła fabrykę, zadając niemieckiej ochronie straty w wysokości 60 zabitych przy minimalnych własnych (4 zabitych). Źródła polskie nie potwierdzają faktu ataku UPA na Orzew w tym czasie. Grzegorz Motyka wątpi w taką wersję śmierci Kaczynskiego.